# Pierre-Yves Maillard

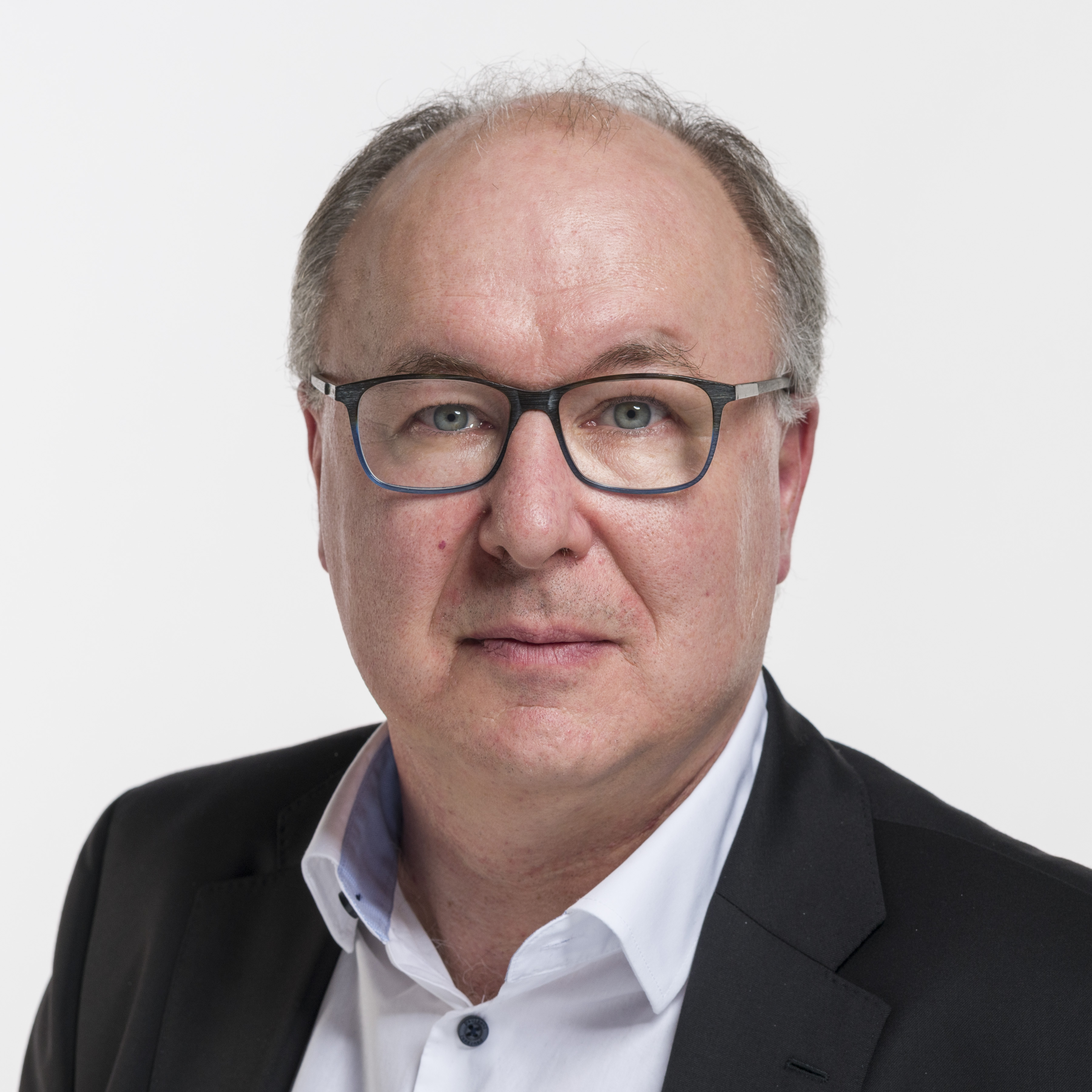
Pierre-Yves Maillard (2019)

Pierre-Yves Maillard (* 16. März 1968 in Lausanne; heimatberechtigt in Mossel) ist ein Schweizer Politiker (SP), Mitglied des Ständerats und Präsident des Schweizerischen Gewerkschaftsbundes.

## Leben
Nach dem Studium an der Universität Lausanne, das Maillard mit dem Lizenziat abschloss, war er Lehrer für die Fächer Französisch, Geschichte und Geografie an der Sekundarschule von Préverenges und an der C.-F.-Ramuz-Sekundarschule in Lausanne. Von 2000 bis 2004 war er Regionalsekretär des Smuv für die Kantone Waadt und Freiburg.
Maillard gehörte von 1990 bis 1998 zunächst dem Gemeinderat (Legislative) von Lausanne, dann von 1998 bis 2000 dem Grossen Rat des Kantons Waadt an. Bei den Schweizer Parlamentswahlen 1999 wurde er in den Nationalrat gewählt, dem er bis zum 29. November 2004 angehörte. Vom 1. Dezember 2004 bis am 3. Mai 2019 war er Staatsrat des Kantons Waadt und leitete das Département de la santé et de l’action sociale (Departement für Gesundheit und Fürsorge). Von 2004 bis 2008 war er ausserdem Vizepräsident der SP Schweiz. Bei den Bundesratswahlen 2011 war er mit Alain Berset einer der beiden offiziellen Kandidaten der SP-Fraktion. Gewählt wurde Berset.
An seinem 56. Kongress wählte ihn der Schweizerische Gewerkschaftsbund am 1. Dezember 2018 im ersten Wahlgang zum neuen SGB-Präsidenten. Er löste damit den langjährigen SGB-Präsidenten Paul Rechsteiner ab, der per Ende November 2018 zurückgetreten war. Maillard trat sein Amt am 6. Mai 2019 an.
Bei den Schweizer Parlamentswahlen 2019 wurde er erneut in den Nationalrat gewählt. Er war dort Mitglied der Kommission für soziale Sicherheit und Gesundheit. Bei den Ständeratswahlen 2023 wurde er in den Ständerat gewählt. Roger Nordmann, ebenfalls von der SP Waadt, zog seine Kandidatur zugunsten von Maillard zurück.
Maillard ist verheiratet, hat zwei Kinder und wohnt in Renens.